# Karisaari (ö i Norra Österbotten, Koillismaa)
Karisaari är en ö i Finland. Den ligger i sjön Jurmunlampi och i kommunen Taivalkoski i den ekonomiska regionen  Koillismaa ekonomiska region  och landskapet Norra Österbotten, i den centrala delen av landet, 600 km norr om huvudstaden Helsingfors. Öns area är 3,4 hektar och dess största längd är 400 meter i sydväst-nordöstlig riktning.